# Gladys Gutiérrez
Gladys Gutiérrez Alvarado (Punto Fijo, 16 aprile 1962) è una magistrata venezuelana.

## Biografia
Gutierrez ha studiato legge presso l'Universiatà Centrale del Venezuela. È diventata membro della Corte costituzionale il 9 dicembre 2010.
Ha militato nel Movimento Quinta Repubblica, un partito che sosteneva Hugo Chávez. Nel 1998 si candidò a governatrice dello stato di Nueva Esparta fra le file di questo partito, non risultando però eletta.
Nel 2003 il governo centrale la nominò ambasciatrice in Spagna. È stata inoltre console generale del Venezuela in Spagna e direttrice dell'Ufficio per il Consiglio dei Ministri.
Dal 2006 al 2011 è stata Procuratrice Capo della Repubblica per l'ex Presidente Hugo Chávez. Ha insegnato diritto all'Universidad Santiago Mariño e all'Instituto Universitario de Tecnología Rodolfo Loero Arismendi.
Nel maggio 2013 è diventata presidente del Tribunale supremo di giustizia,  mantendendo la carica fino al febbraio 2017 per essere poi rieletta nell'aprile 2022. Ha terminato il secondo mandato nel gennaio 2024. Nello stesso anno viene nuovamente nominata ambasciatrice del Venezuela in Spagna.

## Critiche all'operato istituzionale
Nell'agosto 2013 ha presieduto il tribunale che ha respinto la richiesta di Henrique Capriles di rivedere i risultati elettorali, considerati da quest'ultimo risultato di frode. Nel giugno 2020 è stata eletta presidente del Consiglio elettorale nazionale dal Tribunale supremo di giustizia; alcuni membri dell'opposizione venezuelana hanno contestato l'elezione in quanto essa spetterebbe all'Assemblea nazionale e non al Tribunale supremo.

## Sanzioni internazionali
Il 27 marzo 2018 è stata sanzionata dal governo di Panama assieme ad altri funzionari venezuelani apparentemente coinvolti in affari di riciclaggio di denaro, finanziamento del terrorismo e della produzione di armi.
Il 28 gennaio 2023 ha incontrato la vicepresidente della Corte penale internazionale dell'Aia, Luz Ibáñez Carranza.